# Jakub Dohnálek
Jakub Dohnálek (* 12. ledna 1988) je český fotbalista. Je bývalým mládežnickým reprezentantem Česka. 
S Libercem vyhrál v sezóně 2005/06 Gambrinus ligu. V další sezóně odehrál 2 zápasy v Poháru UEFA.
Česko reprezentoval v kategoriích do 16, 17, 18, 19 a 20 let. Byl součástí týmu reprezentace do 20 let, který na MS U20 2007 získal stříbrnou medaili, na turnaji ale nehrál.

## Úspěchy

### Česko U20
- MS ve fotbale U20 2007: finalista[3]

### Slovan Liberec
- Gambrinus liga: vítěz, 2005/06[3]
- Účastník Poháru UEFA: 2006/07[3]